# Gebandeerde grondkoekoek
De gebandeerde grondkoekoek (Neomorphus radiolosus) is een vogel uit de familie Cuculidae (koekoeken). Het is een bedreigde vogelsoort in Colombia en Ecuador.

## Kenmerken
De vogel is 46 cm lang. Deze koekoek lijkt een beetje op een renkoekoek, het is een bodembewonende koekoek die leeft in bossen. De vogel is kastanjebruin van boven en zwart-wit gestreept van onder. De vogel heeft een kuif en de naakte huid rond het oog is blauw. De staart is zwart met een paarse glans, de snavel is donker van boven en de ondersnavel is geel; de poten zijn blauwgrijs.

## Verspreiding en leefgebied
Deze soort komt voor in zuidwestelijk Colombia en noordwestelijk Ecuador. Het leefgebied bestaat uit natuurlijk bos in heuvelig landschap en middengebergten tussen de 30 en 1500 m boven de zeespiegel.

## Status
De gebandeerde grondkoekoek heeft een beperkt verspreidingsgebied en daardoor is de kans op uitsterven aanwezig. De grootte van de populatie werd in 2016 door BirdLife International geschat op 600 tot 1700 volwassen individuen en de populatie-aantallen nemen af door habitatverlies. Het leefgebied wordt aangetast door houtkap. Om deze redenen staat deze soort als bedreigd op de Rode Lijst van de IUCN.